# Knollenbohne
Die Knollenbohne (Pachyrhizus tuberosus), genauer Amazonische Jamsbohne oder Amazonische Knollenbohne genannt, ist eine Pflanzenart aus der Gattung der Yambohnen (Pachyrhizus) innerhalb der Familie der Hülsenfrüchtler (Fabaceae). Die ursprüngliche Heimat liegt im nördlichen Südamerika im tropischen Tiefland-Wald und prämontanen Wald. Sie ist eine von drei Arten der Gattung Yambohnen (Pachyrhizus), die wegen der essbaren Knollen, Früchte und Samen in Südamerika, Asien und Afrika angebaut werden.

## Beschreibung

### Vegetative Merkmale
Die Knollenbohne ist eine kräftige, kletternde, ausdauernde krautige Pflanze mit bis zu 7 Meter langen Sprossachsen. Die Knollenbohne wird aber meist als einjährige Pflanze angebaut, weil alle Pflanzenteile wegen der Knollen abgeerntet werden und dann am Beginn der Vegetationszeit eine Neuaussaat erfolgt. Sie bildet stärkehaltige Wurzelknollen als unterirdische Speicherorgane. Die Wurzelknollen erreichen eine Länge von 50 bis 60 Zentimetern sowie einen Durchmesser von bis zu 30 Zentimetern.
Die wechselständig angeordneten Laubblätter sind in Blattstiel und -spreite gegliedert. Der Blattstiel ist 4 bis 20,8 Zentimeter lang. Es sind flaumig behaarte Pulvini vorhanden. Die Blattspreite ist dreizählig gefiedert. Das Terminalblatt ist rhomboid geformt, die zwei Seitenblättchen sind asymmetrisch mit einer Länge von etwa 28 Zentimetern und einer Breite von etwa 26 Zentimetern. Der Blattrand ist glatt bis gezähnt oder nur leicht gewinkelt, die seitlichen Kanten stehen leicht schräg zueinander. Die Nebenblätter sind linealisch-lanzettlich.

### Generative Merkmale
Der Blütenstandsschaft ist relativ lang. Je zwei oder drei Blüten stehen in Gruppen meist entlang der oberen Hälfte eines sehr langen, traubigen Blütenstandes. Anders als bei Phaseolus-Arten fallen relativ kleinen, borstenförmigen Trag- und Deckblätter früh ab.
Die zwittrige Blüte ist zygomorph und fünfzählig mit doppelter Blütenhülle. Der Kelch hat eine Länge von 1 Zentimetern und ist mit anliegenden, rostbraunen Trichomen fein behaart. Die meist violette, selten weiße oder gelbe Krone ist 1,5 bis fast 2,0 Zentimeter lang und besitzt die typische Form einer Schmetterlingsblüte. Die Öhrchen an der Basis der Fahne stehen aufrecht nach oben. Das Schiffchen ist nahezu gerade, nur leicht gebogen. Es ist ein scheibenförmiges Nektarium vorhanden. Der etwas nach oben eingerollt und am oberen Ende abgeflacht Griffel endet in einer fast kugeligen Narbe. Auf der Innenseite des Fruchtblattes, des gekrümmten Griffels und der Narbe befindet sich eine bärtige, kurze Behaarung (Indument), dies ist ein Merkmal, das nur die Pachyrhizus-Arten aufweisen.
Die Reife rötlich behaarte Hülsenfrucht ist bei einer Länge von 4 bis 30 Zentimetern sowie einer Breite von kaum 2 Zentimetern linealisch, zwischen den Samen in der Querrichtung zusammengedrückt und besitzen einen dreieckigen, bis zu 3 Millimeter langen Schnabel. Die in ihre Farbe von schwarz, schwarz-weiß gesprenkelt, oder rot bis orangefarben stark variierende Samen sind bei einer Länge von 10 bis 14 Millimetern und einem Durchmesser von etwa 14 Millimetern relativ groß und nierenförmig.
Die Chromosomenzahl beträgt 2n = 22.

## Ökologie und Phänologie
Die Knollenbohne besitzt als Symbiose in den Wurzelknöllchen stickstofffixieren Knöllchenbakterien der Gattungen Rhizobium sowie Bradyrhizobium. Sie ist deshalb wichtig in der Fruchtfolge in den Anbaugebieten und kann deshalb im ökologischen Landbau eine zunehmende Rolle spielen.
Sowohl Wildbestände als auch Kulturformen haben fast das ganze Jahr Blütezeit, nur in den Monaten Februar und Juli beobachtet man selten Blüten; die meisten Bestände blühen von Oktober bis Juni. Reife Früchte gibt es von März bis Dezember.
Es erfolgt meist Selbstbestäubung, selten erfolgt die Bestäubung durch Insekten.

Strukturformel von Rotenon

## Inhaltsstoffe
Ein charakteristischer Inhaltsstoff der Knollenbohne ist Rotenon. Rotenon wird hauptsächlich in den Samen, aber kaum in den Wurzelknollen gefunden und besitzt eine insektizide Wirkung. Ein weiterer Inhaltsstoff ist Pachyrhizin.

## Taxonomie
Die Erstveröffentlichung erfolgte 1786 unter dem Namen (Basionym) Dolichos tuberosus durch Jean Baptiste de Monnet de Lamarck in Encyclopédie Méthodique, Botanique 2, 1, S. 296. Die Neukombination zu Pachyrhizus tuberosus (Lam.) Spreng. wurde 1827 durch Kurt Sprengel in Systema Vegetabilium, editio decima sexta 4, S. 281 veröffentlicht. Weitere Synonyme für Pachyrhizus tuberosus (Lam.) Spreng. sind: Stizolobium tuberosum (Lam.) Spreng., Cacara tuberosa (Lam.) Britton nom. rej.

## Nutzung
Die Wurzelknollen werden roh oder gegart gegessen; sie sind durstlöschend und nahrhaft. Aus den Wurzelknollen wird Stärke gewonnen und in süßen Soßen sowie Pudding verwendet. Eine Wurzelknolle kann bis zu 20 kg, meist 3 bis 4 kg wiegen. Junge Hülsenfrüchte werden wie grüne Bohnen gegart und verwendet; sie müssen gut durchgegart sein um die Giftstoffe zu unwirksam zu machen. Aus den Samen kann reichlich Öl gewonnen werden, doch wird dies wohl nicht als Nahrungsmittel, sondern nur als technisches Öl verwendet.
Beim Anbau liegen die Hektarerträge bei 70 bis 100 dt Wurzelknollen. Die Kornerträge lagen im Versuchsanbau bei 6 dt/ha. Durch die Symbiose in den Wurzelknöllchen mit stickstofffixieren Knöllchenbakterien der Gattungen Rhizobium sowie Bradyrhizobium ist Pachyrhizus tuberosus wichtig in der Fruchtfolge in den Anbaugebieten und kann deshalb im ökologischen Landbau eine zunehmende Rolle spielen. Von Vorteil gegenüber anderen knollenlieferenden Pflanzenarten ist, es werden nicht Pflanzenteile gepflanzt, sondern es erfolgt eine Aussaat. Es gibt viele Landrassen, von denen aber einige bedroht sind auszusterben.